# Csorna
Csorna  este un oraș în districtul Csorna, județul Győr-Moson-Sopron, Ungaria, având o populație de 10.421 de locuitori (2011). 

## Demografie
Componența etnică a orașului Csorna
     Maghiari (96,57%)
     Romi (1,63%)
     Necunoscut (0,4%)
     Alții (1,41%)
Componența confesională a orașului Csorna
     Romano-catolici (63,78%)
     Fără religie (4,08%)
     Luterani (3,92%)
     Reformați (1,19%)
     Necunoscută (26,25%)
     Alte religii (1,34%)
Conform recensământului din 2011, orașul Csorna avea 10.421 de locuitori. Din punct de vedere etnic, majoritatea locuitorilor (96,57%) erau maghiari, cu o minoritate de romi (1,63%). Apartenența etnică nu este cunoscută în cazul a 0,4% din locuitori.  Din punct de vedere confesional, majoritatea locuitorilor (63,78%) erau romano-catolici, existând și minorități de persoane fără religie (4,08%), luterani (3,92%) și reformați (1,19%). Pentru 26,25% din locuitori nu este cunoscută apartenența confesională.